# Bellignies
Bellignies is een gemeente in het Franse Noorderdepartement (regio Hauts-de-France). De gemeente telt 836 inwoners (1999) en maakt deel uit van het arrondissement Avesnes-sur-Helpe.

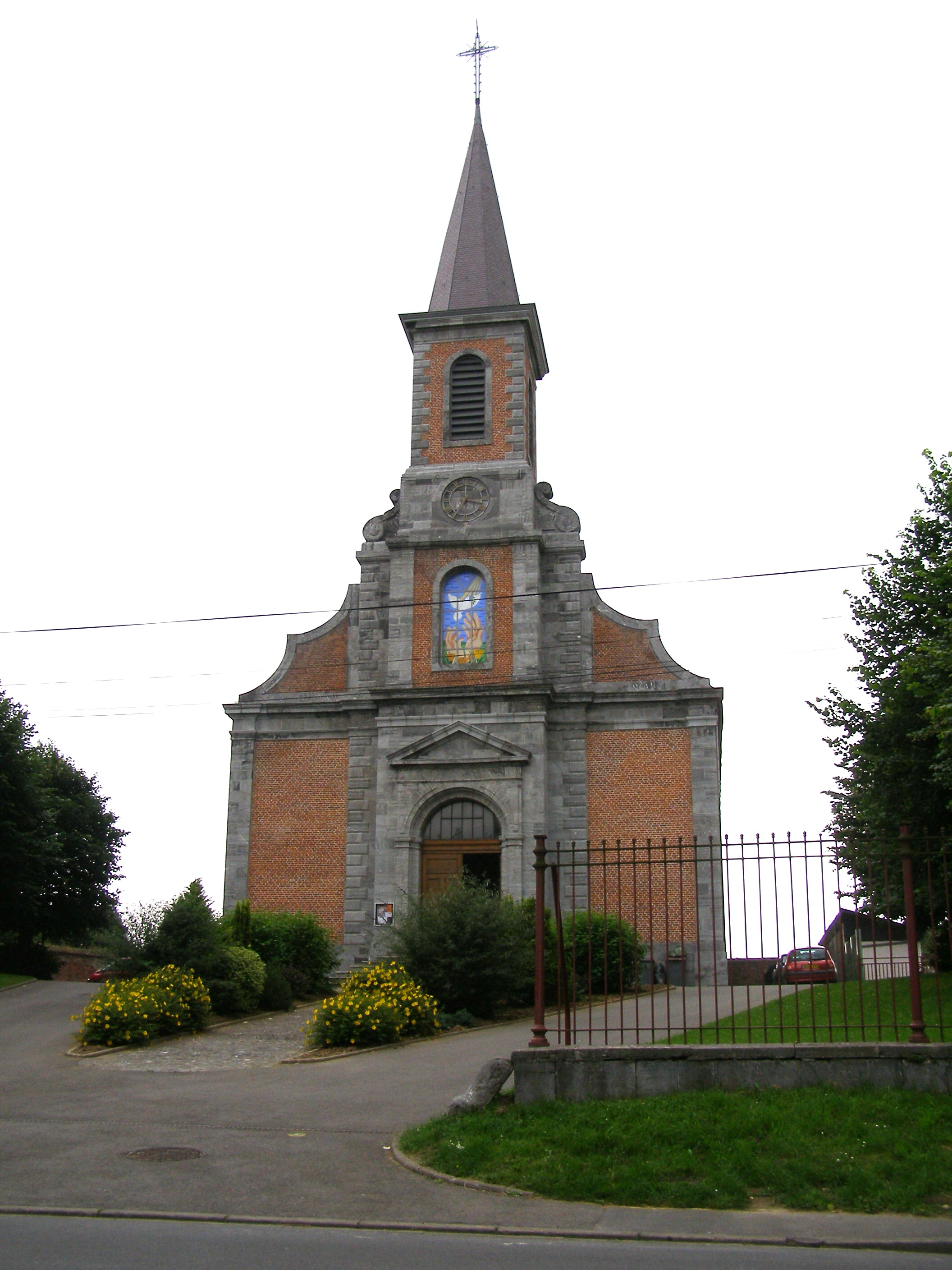
Église Saint-Barthélemy

## Geschiedenis
Kerkelijk behoorde Bellignies bij Gussignies, tot 1454, toen het een zelfstandige parochie werd. De kerk bevond zich net ten oosten van het feodaal kasteel.
In 1825 werd de gemeente Bréaugies opgeheven en aangehecht bij Bellignies.
Tussen 1847 en 1855 werd een nieuwe kerk opgetrokken, enkele 100'en meters ten westen van de oude kerk, aan de andere kant van de grote steenweg door Bellignies. Het terrein werd ter beschikking gesteld door de baron de Molenbaix, in ruil voor de grond naast het kasteel waarop de oude kerk was gebouwd. De oude kerk werd afgebroken, wat toeliet de kasteeltuin te vergroten.

## Geografie
De oppervlakte van Bellignies bedraagt 5,2 km², de bevolkingsdichtheid is 160,8 inwoners per km². In het zuiden van de gemeente ligt het gehucht Bréaugies. Door de gemeente loopt de rivier Hogneau.
De onderstaande kaart toont de ligging van Bellignies met de belangrijkste infrastructuur en aangrenzende gemeenten.

## Bezienswaardigheden
- de Église Saint-Barthélemy, gebouwd tussen 1847 en 1855. De oude kerk werd afgebroken.
- Voor de bouw van de kapel op het kerkhof in het midden van de 19de eeuw werden de gevel en het portaal van de oude kerk gebruikt. De kapel werd ingeschreven als monument historique in 1934.
- Het kasteel van Bellignies in het dorpscentrum, waarvan delen teruggaan tot de 13de eeuw. Rond het kasteel bevinden zich een kasteeltuin.
- Op het kerkhof van Bellignies bevinden zich vier Britse oorlogsgraven uit de Eerste Wereldoorlog.

## Demografie
Onderstaande figuur toont het verloop van het inwonertal (bron: INSEE-tellingen).